# 임진강 (영화)
"임진강"은 1967년 공개된 대한민국의 영화이다.

## 배역
- 장동휘
- 신성일
- 태현실
- 주연
- 김운하
- 서영춘
- 트위스트 김
- 조항
- 장혁
- 박기택
- 박복남